# ゆう活
ゆう活（ゆうかつ）とは、日本国政府が推奨する「夏の生活スタイル変革」の通称。
朝早くから働き始め、明るい夕方のうちに仕事を終わらせ、夕方からは家族や友人との時間を楽しむことを推進してワークライフバランスを実現し、国民が豊かさを実感できるようにすることを目的とする。

## 概要
「国家公務員の女性活躍とワークライフバランス推進のための取組指針」及び「国家公務員における『夏の生活スタイル変革』朝型勤務と早期退庁の勧奨）の実施方針」を踏まえ主に以下を実施する。
- 毎週水曜日の全省庁一斉定時退庁日における20時までの消灯
- 政務幹部による定時退庁時のフロア巡回職員の早期退庁促進
- 16時15分以降の会議、発注、待機の禁止
- 概算要求関連調書の提出期限を例年9月上旬までの過半を9月末まで延長
- 就職希望者の採用面接など官庁訪問の終了時刻を22時からできる限り前倒し

これに伴い、窓口業務などで勤務時間が変えられない職員を除く全国約22万人の国家公務員が2015年7月1日より8月末までの2カ月間、勤務時間を1から2時間前倒しすることとなった。
当時の内閣総理大臣であった安倍晋三は首相官邸で記者団の取材に応じ「この『ゆう活』を日本の長時間労働の慣行を変えるきっかけにしたい。私も有効に活用したい」と語った。

## CM
ゆう活実施に先行し2015年6月後半に、政府インターネットテレビおよび一般放送にてテレビコマーシャルが放送された。
出演
- 葛西紀明
- 新川優愛